# Waldron (Indiana)
Waldron es un lugar designado por el censo ubicado en el condado de Shelby en el estado estadounidense de Indiana. En el Censo de 2010 tenía una población de 804 habitantes y una densidad poblacional de 247,15 personas por km².

## Geografía
Waldron se encuentra ubicado en las coordenadas 39°27′13″N 85°39′47″O / 39.45361, -85.66306. Según la Oficina del Censo de los Estados Unidos, Waldron tiene una superficie total de 3.25 km², de la cual 3.25 km² corresponden a tierra firme y (0%) 0 km² es agua.

## Demografía
Según el censo de 2010, había 804 personas residiendo en Waldron. La densidad de población era de 247,15 hab./km². De los 804 habitantes, Waldron estaba compuesto por el 98.13% blancos, el 0% eran afroamericanos, el 0% eran amerindios, el 0.12% eran asiáticos, el 0% eran isleños del Pacífico, el 0.75% eran de otras razas y el 1% pertenecían a dos o más razas. Del total de la población el 1.49% eran hispanos o latinos de cualquier raza.